# Jezeřany
Jezeřany (německy Jeseran) jsou vesnice, dnes součást obce Jezeřany-Maršovice v okrese Znojmo. Tvoří jihovýchodní část obce a zároveň jednu ze dvou jejích základních sídelních jednotek.
Název Jezeřany pochází z 12. století, kdy byla obec kolonizována. Je odvozován od staročeského „jezěřené“ – lidé, kteří bydleli u jezera nebo u rybníka.
Při hlavní ulici stojí kostel svatého Cyrila a Metoděje postavený v roce 1936. Kostel posvětil v roce 1937 biskup Dr. Josef Kupka za účasti 2000 lidí. Proti čp. 95 stojí kaplička sv. Marka, patrona obce, postavená v 80. letech 19. století.

## Historie
Poprvé jsou Jezeřany zmiňovány v roce 1306, kdy byl ukončen spor ohledně desátků a platů z několika jihomoravských vesnic včetně Jezeřan. Stranami sporu byly premonstrátské kláštery v Dolních Kounicích a v Želivi, který v této při zvítězil. Na konci 16. století se novým majitelem vsi stal strahovský klášter, který ji o 100 let později prodal starobrněnskému klášteru. Ten ji spravoval v rámci svého branišovického panství. Po zrušení konventu v roce 1782 připadl jeho majetek náboženském fondu, z nějž branišovický statek odkoupili roku 1808 Lichtenštejnové.
Z roku 1681 pochází nejstarší dochovaný otisk jezeřanské pečeti. Je na ní zobrazeno vlevo krojidlo pluhu a vpravo vinný hrozen. Nad nimi je nápis GERES-IN. Novější pečetidlo si obec dala zhotovit v roce 1749. V pečetním poli je v pořadí zleva vinohradní nůž (kosíř) se securitas (výstupek, který bránil poranění ruky o větve při řezání hroznů), krojidlo pluhu a hrozen vína. Pečeť nese opis OBECZNY.PECZET.DIEDINY.GERZEZAN.1749.
Zakládací listinou z 6. prosince 1829 byla v Jezeřanech zřízena první škola, přičemž budova byla postavena v roce 1930 nákladem obcí Jezeřany a Maršovice. Protože si občané Maršovic samostatnou školu nepřáli, zůstaly Maršovice přiškoleny k jezeřanské škole.
Po zrušení patrimoniální správy v roce 1848 spadaly Jezeřany pod okres Moravský Krumlov.
V roce 1960 byly Jezeřany spojeny se sousední vsí Maršovice v jednu obec Jezeřany-Maršovice, která je od té doby součástí okresu Znojmo.

## Obyvatelstvo
| 1869 | 1880 | 1890 | 1900 | 1910 | 1921 | 1930 | 1950 | 1961 | 1970 | 1980 | 1991 | 2001 | 2011 |
| ---- | ---- | ---- | ---- | ---- | ---- | ---- | ---- | ---- | ---- | ---- | ---- | ---- | ---- |
| 369  | 462  | 475  | 516  | 540  | 554  | 557  | 490  | 929  | 518  | 487  | 399  | 448  | 446  |

## Komunikace
Obcí prochází silnice III. třídy č. 4133.

## Občanská společnost
- Tělovýchovná jednota Jezeřany-Maršovice, z. s. – Tělovýchovná jednota byla založena v roce 1957. K roku 2020 měla 112 členů, z toho 23 mladších osmnácti let; 65 členů bylo členem Fotbalové asociace České republiky.[13]
- Myslivecké sdružení Sobotka Jezeřany-Maršovice, z. s. – MS Jezeřany-Maršovice vzniklo v 60. letech a působilo do roku 1979. Do roku 2003 působilo jako Myslivecké sdružení Leskoun Vedrovice. V roce 2000 byla na Sobotce založena broková střelnice a v roce 2004 byla rozšířena o malorážkové střeliště. K roku 2017 mělo MS patnáct členů. Kromě plnění svých povinností organizuje Dětský den na Sobotce, akci Bažant na Sobotce (sportovní střelba) a poslední leč.[13]
- Sbor dobrovolných hasičů Jezeřany-Maršovice vznikl v roce 1968 sloučením Dobrovolného hasičského sboru v Jezeřanech (založeného r. 1925) a HS v Maršovicích (založeného r. 1941 na základě vládního nařízení). Dobrovolní hasiči se starají o prevenci, vyjíždějí k zásahům a věnují se požárnímu sportu – účastní se soutěží a organizují soutěže („O pohár obce“). Dále organizují tzv. letní noc a hasičský ples.[13]
- Pěvecký sbor Cantamus Corde – smíšený sbor vznikl v roce 2007 ze sboru, který působil v římskokatolické farnosti v Loděnicích.[13]
- Obec ve spolupráci s občany připravuje tradiční masopust, Svatováclavské hody živý betlém aj.[13]

## Galerie

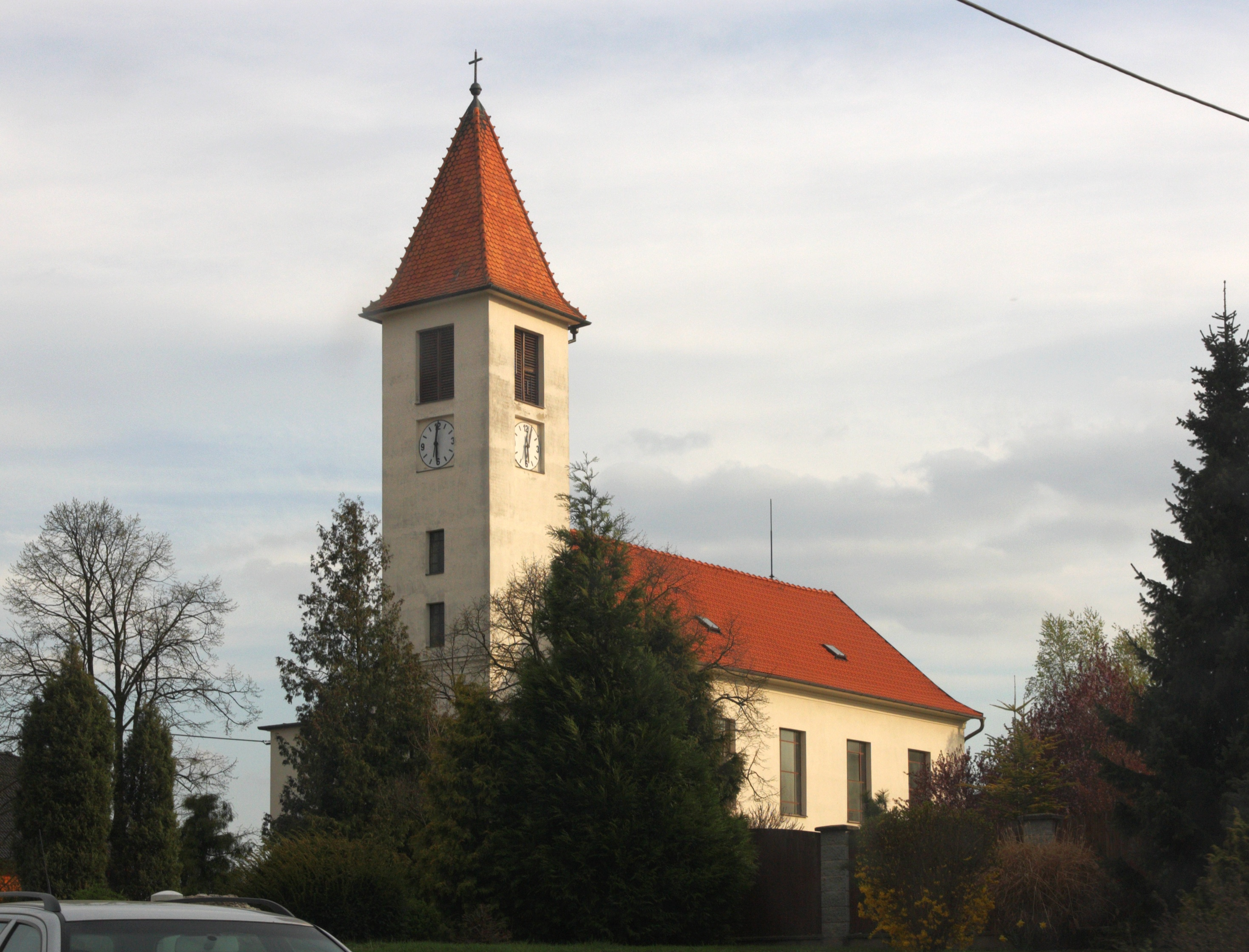
kostel sv. Cyrila a Metoděje
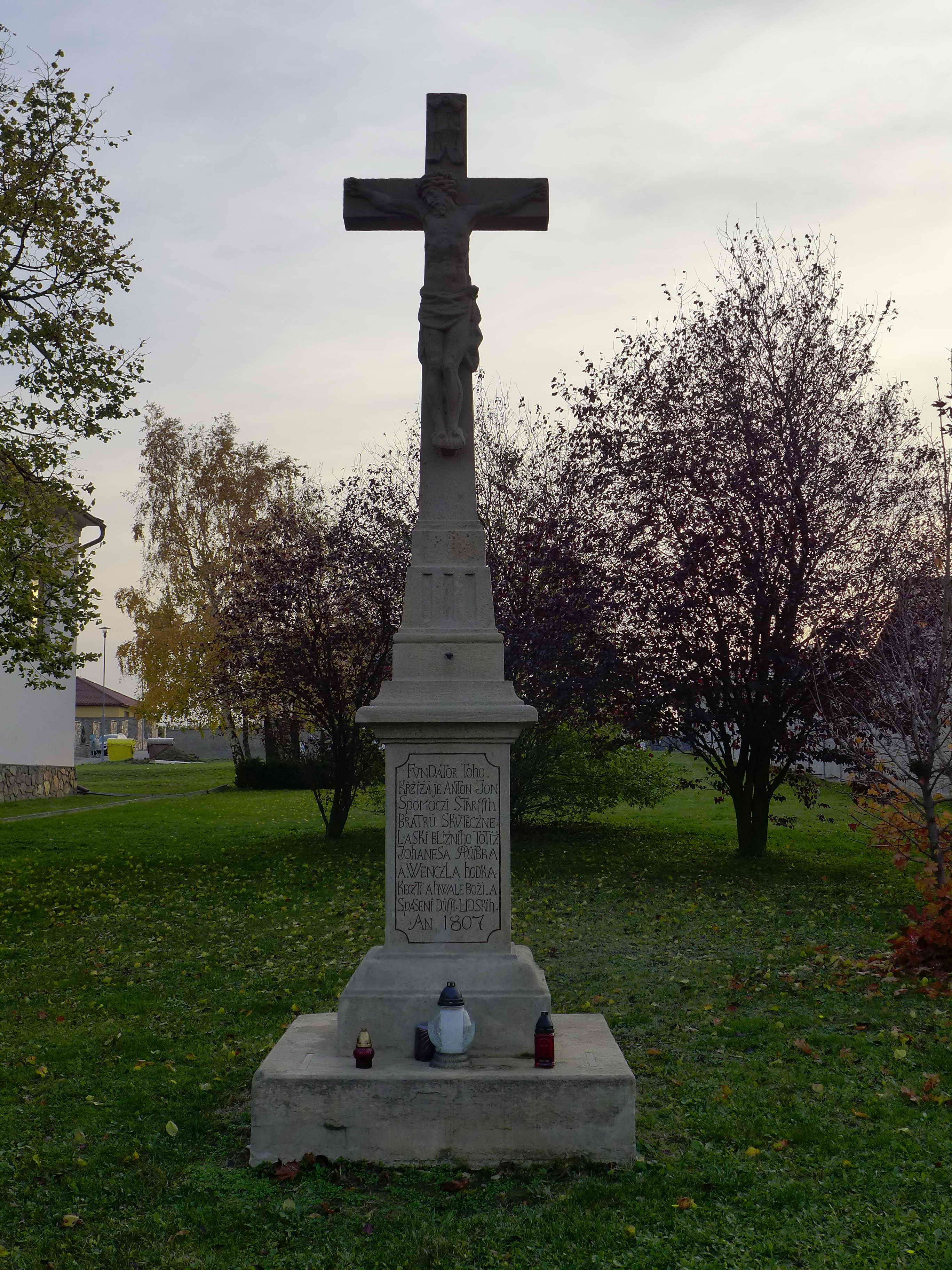
klasicistní krucifix
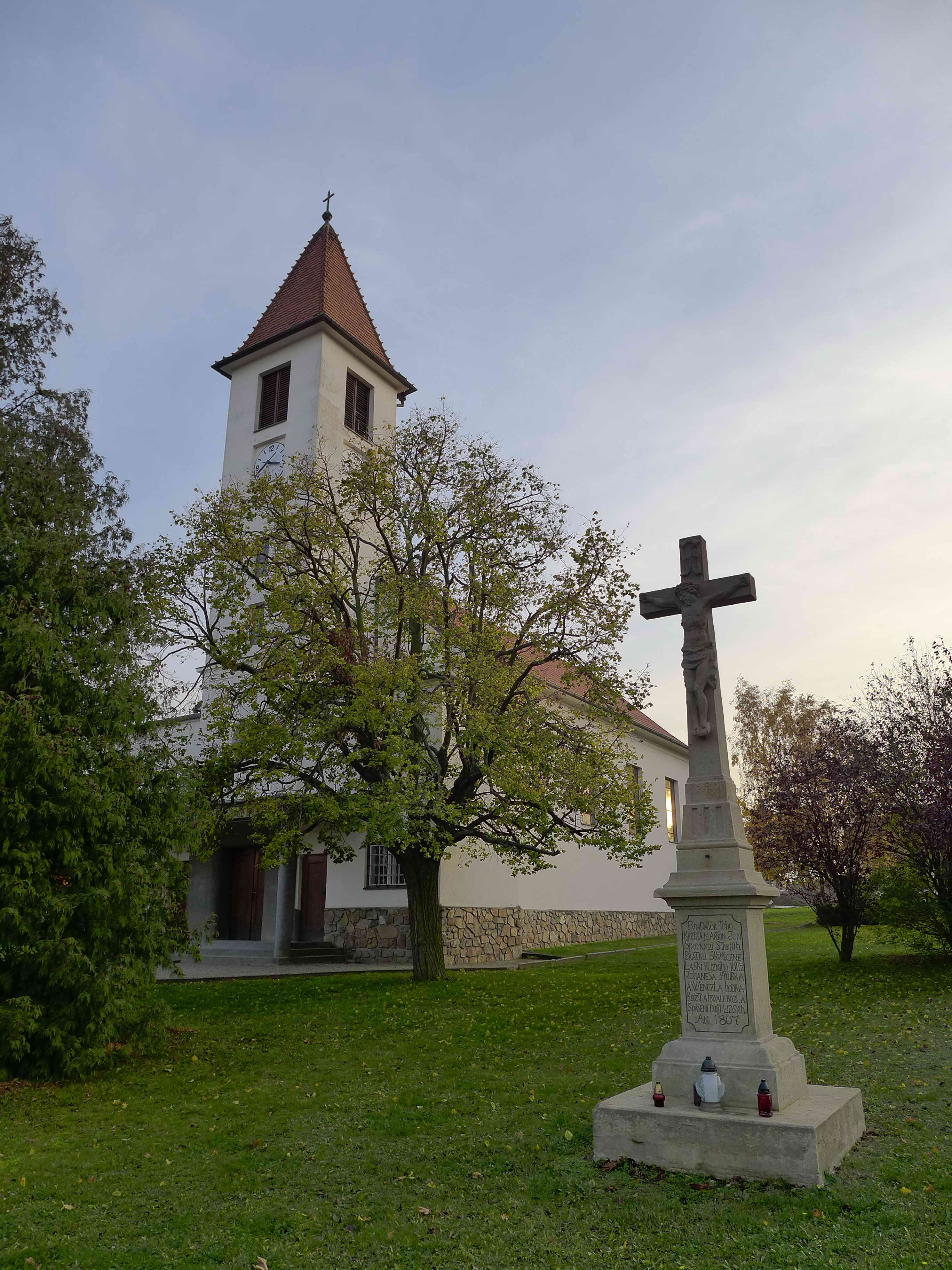
kostel a krucifix
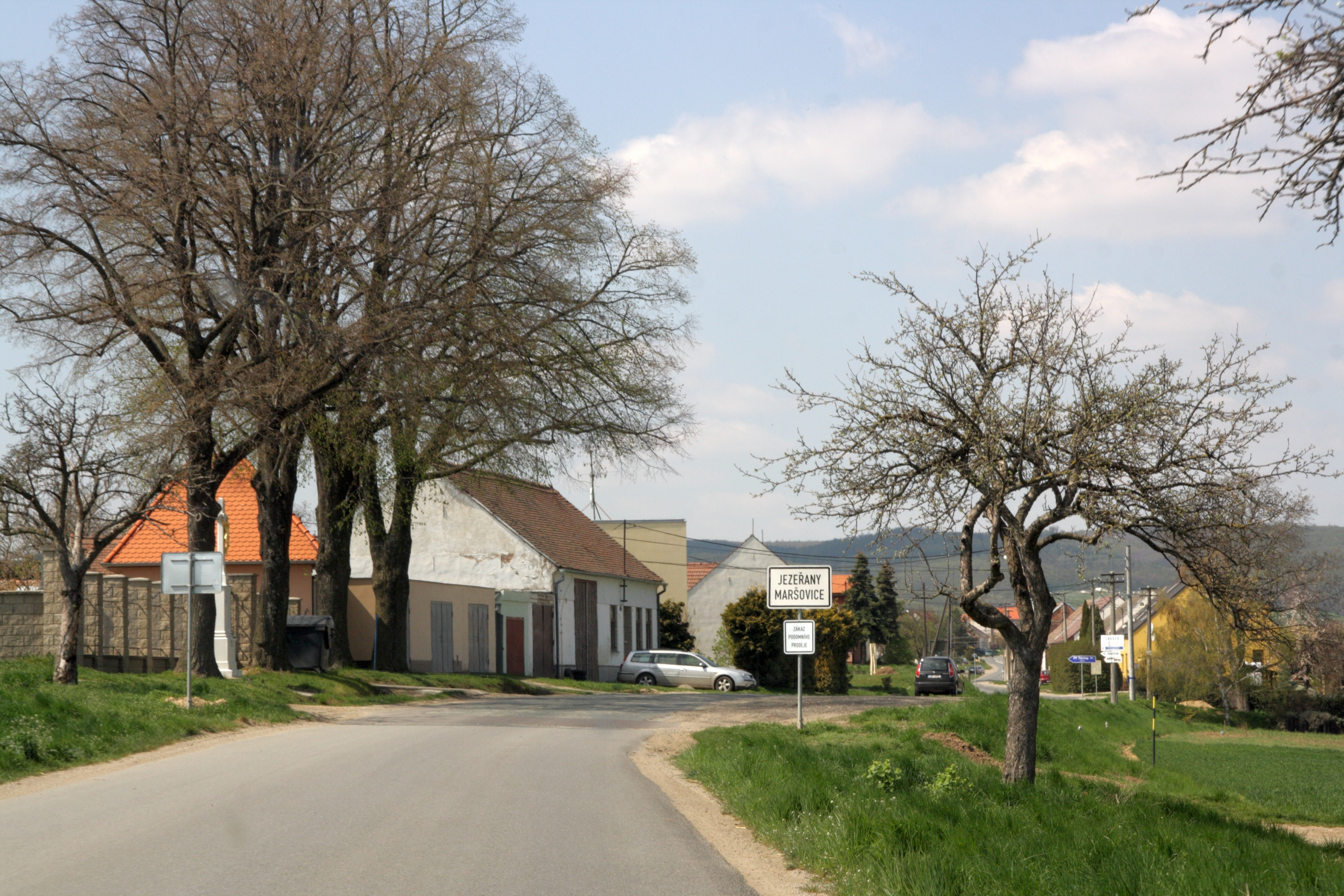
příjezd od Loděnice

Obec Jezeřany-Maršovice je součástí mikroregionu Moravskokrumlovsko.